# 东沙河 (温榆河)
东沙河是北京地区的一条河流，为温榆河的支流。
发源于延庆县西二道河乡，汇入十三陵水库，在昌平县沙河镇会合北沙河流入沙河水库。全长15公里，河道宽400-500米，流域面积287.2平方公里。